# Hytale
Hytale iba a ser un videojuego de rol, mundo abierto y supervivencia, con un enfoque de MMO al estilo Roblox y  Minecraft  que estaba siendo desarrollado por Hypixel Studios. La producción del videojuego comenzó en 2015 por desarrolladores del servidor de Minecraft multijugador nombrado Hypixel, con financiación y asistencia para el desarrollo de Riot Games.

## Jugabilidad
Hytale presentaba un mundo de fantasía generado por procedimientos compuesto por bloques de numerosas formas dispuestas en una cuadrícula tridimensional, con diferentes biomas, criaturas y mazmorras generadas aleatoriamente. Los jugadores iban a tener la posibilidad de participar en minijuegos similares a los que se encuentran en el servidor de Minecraft: Hypixel. Los jugadores iban a tener la posibilidad de construir y compartir mods y contenido personalizado utilizando un conjunto de herramientas basadas en el navegador y presentes dentro del videojuego.
Hytale iba a incluir varias áreas del mundo generadas por procedimientos conocidas como "zonas", formadas por muchos biomas, bloques y criaturas. Este modo contaría con un combate de estilo RPG para un jugador y multijugador e iba a incluir encuentros dinámicos con jefes y exploración de mazmorras. Hytale iba a contar con una construcción basada en bloques e iba a incluir muchas herramientas diferentes de edición de mundos y cinemáticas que los jugadores iban a tener la posibilidad de usar dentro del mismo videojuego. Contaría con un sistema de secuencias de comandos que iba a permitir a los jugadores crear y ejecutar código dentro del videojuego, así como un kit de herramientas de modelado, texturizado y animación 3D basado en HTML donde los jugadores iban a poder crear activos personalizados para el videojuego. Hytale iba a admitir grandes servidores administrados por la comunidad.

## Desarrollo
Hytale estaba siendo desarrollado por el estudio de videojuegos Hypixel Studios con sede en Quebec y dirigido por Aaron Donaghey. Estaría disponible para las plataformas Microsoft Windows y macOS. El estudio constaba de unos ochenta empleados que se separaron de Hypixel Inc., la compañía detrás del desarrollo del servidor Hypixel en Minecraft. La idea de Hytale surgió debido a los cambios de EULA por parte de Mojang en 2014 que bloquearon servidores que tuviesen microtransacciones que afectasen la jugabilidad, lo que condujo a una caída del 85% en los ingresos del servidor Hypixel. Los desarrolladores se dieron cuenta de que no tenían el control de su proyecto y decidieron hacer su propio videojuego en 2015. Originalmente querían evitar hacer un videojuego basado en vóxeles, pero finalmente decidieron hacerlo ya que tenían experiencia en ese género gracias al servidor Hypixel en Minecraft.
Al principio, Hypixel Studios se autofinanciaba debido a los ingresos generados por el servidor Hypixel. Posteriormente, el estudio recibió el apoyo de Riot Games, que invirtió varios millones de dólares en el estudio, junto con un grupo asesor que incluye a los empresarios Dennis Fong, Rob Pardo y Peter Levine. En abril de 2020, Riot Games adquirió completamente Hypixel Studios.
El videojuego fue anunciado en diciembre de 2018 con un tráiler que acumuló más de 30 millones de visitas en su primer mes. Se esperaba que el videojuego hubiese sido lanzado en 2021; sin embargo, el equipo de desarrollo anunció en diciembre de 2020 que el juego no tenía una fecha de lanzamiento programada. Después, en julio de 2021 el equipo de Hytale anunció que no esperaba que Hytale fuera a ser lanzado hasta 2023 como pronto. También anunciaron que Hytale estaba siendo desarrollado para ordenadores, consolas y móviles.Un año después en julio de 2022 el equipo anuncio el redesarrollo del motor, pasaron de java a C++, para permitir el desarrollo en múltiples plataformas y una mejora en el rendimiento.

## Recepción
En septiembre de 2019, Hytale fue nominado en los 37° Golden Joystick Awards por "Juego más esperado".

## Cancelación
El 23 de junio de 2025, el desarrollador Aaron Donaghey, más conocido como "Noxy" y cofundador de Hypixel Studios, anunció a través de su cuenta de X, la completa cancelación del juego, y el cierre definitivo de Hypixel Studios. 
No obstante, Simon Collins-Laflamme, desarrollador y cofundador de Hypixel, afirmó en X que, Hytale en su versión original de 2019, estaba a un máximo de dos años de su lanzamiento en PC. 
Señaló que estaría dispuesto a invertir hasta 25 millones de dólares para recomprar el proyecto a Riot y finalizarlo con un enfoque más realista. Afirmó que Hytale aún podría concretarse si se retoma con una visión centrada y reducida, lo que descartaría su cancelación definitiva. 